# Chiesa di Sant'Antonio Abate (Parma)
La chiesa di Sant'Antonio Abate (per esteso chiesa di Sant'Antonio Abate in Santo Stefano Protomartire) è un luogo di culto cattolico dalle forme barocche, situato in strada della Repubblica 52 a Parma, in provincia e diocesi di Parma; è sede di una parrocchia compresa nella zona pastorale della città.

## Storia

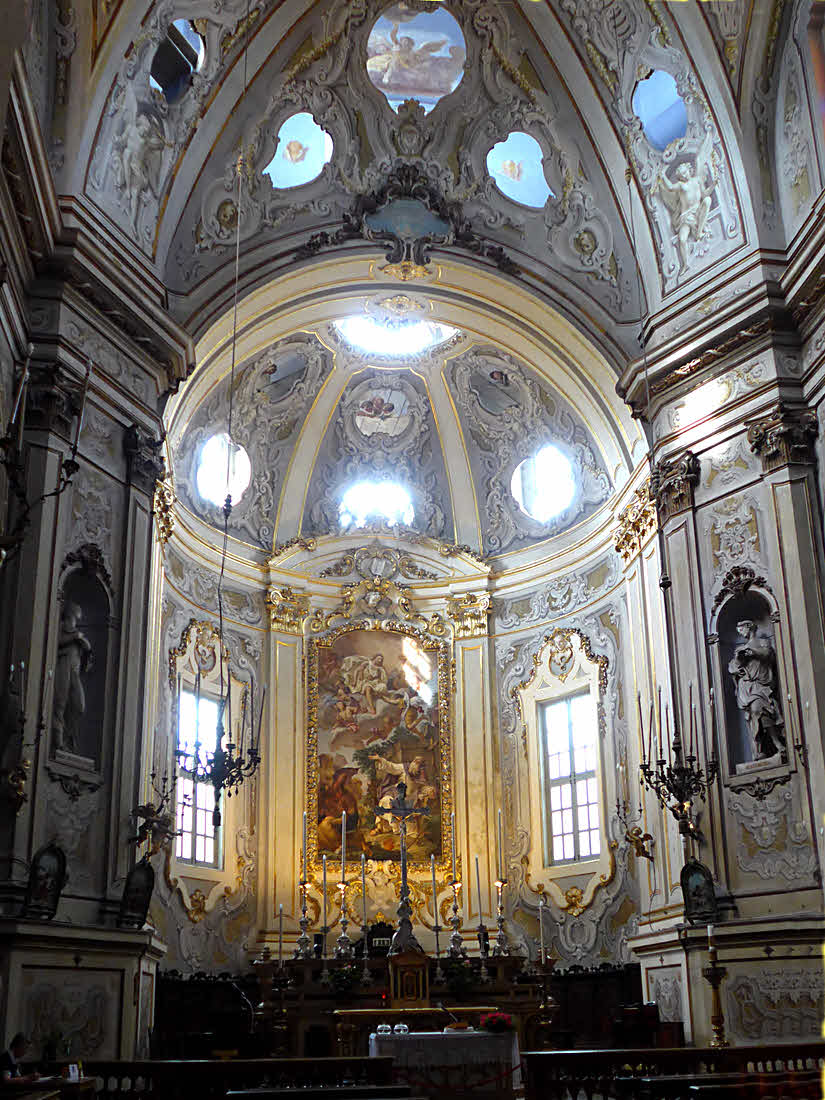
Il presbiterio

La chiesa di Sant'Antonio fu iniziata nel 1386 e terminata nel 1404 per i canonici Regolari di Sant'Antonio di Vienne, la cui abitazione si trovava sul lato opposto della via Emilia. Nel 1450 papa Niccolò V affidò ai canonici la direzione del vicino Hospitale militum. Poiché il superiore della comunità di canonici portava il titolo di precettore, la chiesa è anche detta precettoria.
Il conte di San Secondo Pier Maria I de' Rossi fece realizzare nella chiesa il suo monumento sepolcrale, dove venne sepolto nel 1438.
La comunità canonicale scomparve nel 1493 e la precettoria venne concessa in commenda a numerosi prelati (tra i più celebri, i cardinali Federico Sanseverino e Giovanni Morone) che erano tenuti a continuare l'attività ospedaliera dei religiosi antoniani offrendo cibo a poveri e carcerati in determinati giorni dell'anno.
Uno dei precettori commendatari, il futuro vescovo di Genova Matteo Rivarola, a istanza della duchessa Maria d'Aviz nel 1595 eresse nell'ex convento dei canonici un conservatorio di zitelle povere, dette "preservate teutoniane": le preservate si trasformarono presto in religiose e adottarono l'abito che fu dei canonici, recante una croce a tau azzurra sul petto, e la loro comunità sopravvisse fino al 1906.
Per interessamento del cardinale Antonio Francesco Sanvitale e grazie a una donazione di papa Clemente XIII, tra il 1712 e il 1766 la chiesa fu ricostruita su disegno del Bibiena e assunse la forma attuale. La chiesa fu riconsacrata da Alessandro Pisani, vescovo di Piacenza, il 26 ottobre 1766.
L'11 marzo 1857 vi fu trasferita la dignità parrocchiale dalla vicina chiesa di Santo Stefano.
La Chiesa ortodossa etiope, arrivata in città nel 2002, per alcuni anni ha usufruito di questa chiesa per le celebrazioni domenicali, dopodiché ha ottenuto in comodato sempre per le domeniche San Pietro d'Alcantara.

## Descrizione

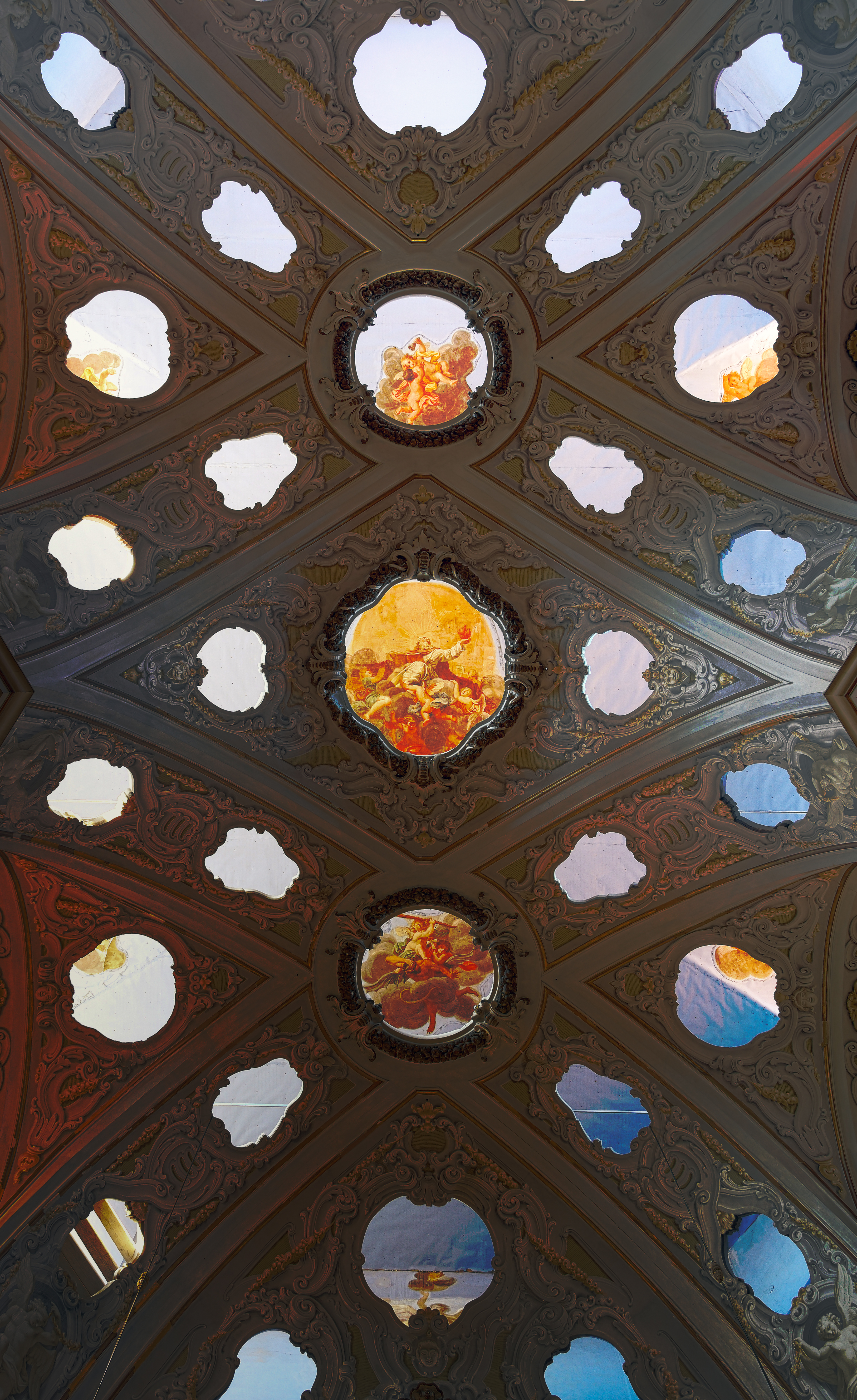
L'apoteosi di sant'Antonio

La facciata della chiesa è divisa in tre piani in cui i vuoti prevalgono sui pieni.
Alla decorazione interna dell'edificio lavorarono gli artisti parmensi Gaetano Ghidetti e Antonio Brianti; le figure di angeli e la scena dell'apoteosi di sant'Antonio, affrescati nella volta superiore (visibile attraverso i trafori di quella inferiore, soluzione inconsueta e raffinata) e l'affresco che funge da pala d'altare (raffigurante sant'Antonio abate) sono di Giuseppe Peroni.
Le quattro cappelle laterali (due per lato) conservano dipinti di Pompeo Batoni (La predica del Battista), di Giovanni Gottardi (San Pietro risana lo storpio) e di Giambettino Cignaroli (Fuga in Egitto). Dalla chiesa proviene anche la Madonna di San Girolamo del Correggio, requisita e trasportata a Parigi nel 1796 e conservata dal 1814 nella Galleria nazionale di Parma.
Nelle nicchie tra gli altari laterali sono collocate otto sculture in stucco realizzate da Gaetano Callani raffiguranti le Beatitudini.